# 岩田工機
岩田工機株式会社（いわたこうき、Iwata Koki Co., Ltd.）とは、愛知県名古屋市中区栄二丁目15番6号に本社を置く工作機械の製造販売、工業用品の販売を行う会社である。

## 沿革
- 1873年（明治6年） - 名古屋市鉄砲町（現・名古屋市中区栄三丁目）に岩田商店を創業。
- 1908年（明治41年） - スチームエンジンカーを使って名古屋初の乗合バス事業を開始（泥江町 - 本町間）したが、乗客がなく2か月で廃業した[1]。
- 1915年（大正4年） - 合名会社岩田商店に改組設立。
- 1921年（大正10年）5月18日 - 亜細亜製靴株式会社（現・マドラス株式会社）設立。
- 1931年（昭和6年） - 下呂温泉湯之島館設立、犬山瓦斯株式会社設立。
- 1940年（昭和15年） - 岩田工業株式会社を設立し、ベアリング及び機械工具の製造・販売を開始。
- 1951年（昭和26年） - 合名会社岩田商店と岩田工業株式会社が合併し岩田産業株式会社と改称。
- 1953年（昭和28年） - 自動二輪車(500ccBIM号)の製造開始に伴い、名古屋市中川区に機械工場を新設。
- 1955年（昭和30年） - 専用工作機及び精密治工具の設計製作部門を設立。
- 1958年（昭和33年） - 専用工作機部門の拡張に伴い、愛知県大口町に新工場を移転設立。
- 1981年（昭和56年） - 岩田工機株式会社に社名変更、設計部門拡充の為、大口工場を増設。
- 1982年（昭和57年） - NCジグ・ボーラー、マシニングセンター、オートミラーを大口工場に増設。
- 1989年（平成元年） - 名古屋市中区本社地番に新社屋竣工。
- 2007年（平成19年） - 組立工場増設。

## 関連会社
- マドラス株式会社
- 下呂温泉湯之島館
- 犬山瓦斯株式会社